# Floreffe

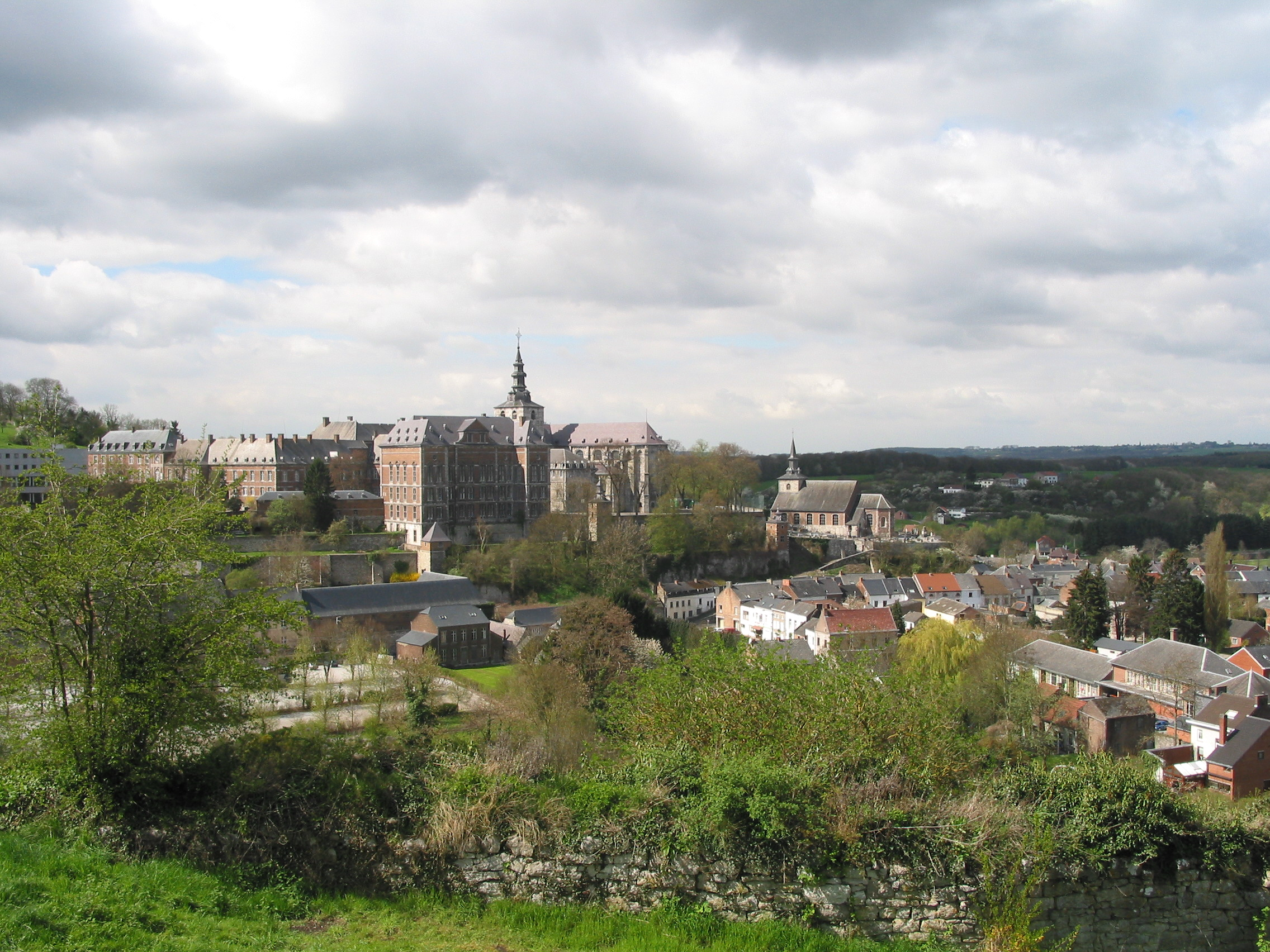
Floreffe, la abadía.

Floreffe (en valón : Florefe), es un municipio de Bélgica ubicada en la provincia de Namur.

## Datos
- Población a 1 de enero de 2019: 8.144 habitantes.
- Superficie: 38.89 km²
- Densidad poblacional: 209.41 habitantes por km².

## Geografía

### Secciones del municipio
El municipio comprende los antiguos municipios, que se fusionaron en 1977:
| - Floreffe - Floriffoux - Franière - Soye |

## Demografía

### Evolución
Todos los datos históricos relativos al actual municipio, el siguiente gráfico refleja su evolución demográfica, incluyendo municipios después de efectuada la fusión el 1 de enero de 1977.
| Gráfica de evolución demográfica de Floreffe entre 1846 y 2020 |
|                                                                |